# Calothamnus preissii
Calothamnus preissii är en myrtenväxtart som beskrevs av Johannes Conrad Schauer. Calothamnus preissii ingår i släktet Calothamnus och familjen myrtenväxter. Inga underarter finns listade i Catalogue of Life.